# Порт Изабел (Тексас)
Порт Изабел (енгл. Port Isabel) град је у америчкој савезној држави Тексас. По попису становништва из 2010. у њему је живело 5.006 становника.

## Демографија
Према попису становништва из 2010. у граду је живело 5.006 становника, што је 141 (2,9%) становника више него 2000. године.
| Група             | 2000.         | 2010.         |
| Белци             | 1.190 (24,5%) | 1.113 (22,2%) |
| Афроамериканци    | 50 (1,0%)     | 25 (0,5%)     |
| Азијати           | 12 (0,2%)     | 27 (0,5%)     |
| Хиспаноамериканци | 3.619 (74,4%) | 3.830 (76,5%) |
| Укупно            | 4.865         | 5.006         |